# Charlie Gillespie

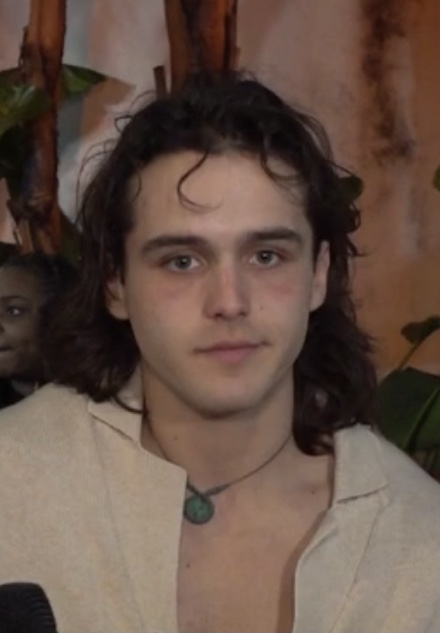
Charlie Gillespie (2024)

Charles „Charlie“ Gillespie (* 26. August 1998 in Dieppe) ist ein kanadischer Schauspieler und Musiker, der für seine Rolle in Julie and the Phantoms bekannt ist.

## Leben und Wirken
Gillespie wuchs in Dieppe auf und besuchte die örtliche École Mathieu-Martin, im Anschluss nahm er ein Studium an der Ryerson University in Toronto auf. Seine erste kleinere Rolle spielte er 2014 in La gang des hors-la-loi. 2017 spielte er in der kanadischen Erfolgsserie Degrassi: Die nächste Klasse in der vierten Staffel den Folgen #AlsoMachtsGut und #GetYouAManThatCanDoBoth eine Nebenrolle. Im folgenden Jahr war er im Reboot von Charmed in der Rolle Brian zu sehen. Seit 2020 ist er Teil des Casts von Julie and the Phantoms.
Gillespie spielt Gitarre und singt.

## Filmografie (Auswahl)
- 2014: La gang des hors-la-loi
- 2017: Degrassi: Die nächste Klasse (Degrassi: Next Class, Fernsehserie, zwei Folgen)
- 2018: 2nd Generation (Fernsehserie, sechs Folgen)
- 2018: Speed Kills
- 2018: Charmed (Fernsehserie, zwei Folgen)
- 2019: The Rest of Us
- 2019: Runt
- 2020: Julie and the Phantoms (Fernsehserie, neun Folgen)
- 2021: Deltopia
- 2021: The Class
- 2023: Totally Killer – Gefährliches Spiel mit der Zeit (Totally Killer)
- 2025: Splitsville